# Rechtsgeschichte Dänemarks
Die Rechtsgeschichte Dänemarks kennzeichnet eine lange Phase der Rechtszersplitterung. Eine Rezeption des römischen Rechts, die in anderen europäischen Staaten zu einem gewissen Maß an Rechtseinheit führte, hat anfänglich nicht stattgefunden. Das hängt damit zusammen, dass damals das Recht noch von Laienrichtern gesprochen wurde. Das änderte sich erst, als für den Adel die Akademie in Sorø gegründet wurde, wo auch die Söhne Christians IV. unterrichtet wurden. Dort war ein Lehrstuhl für Römisches Recht eingerichtet. Ab dem Spätmittelalter galten in größeren Gebietseinheiten sog. Territorialgesetze, die allmählich durch Reichsgesetzgebung ergänzt wurden – eine Tendenz, die sich mit dem Absolutismus seit 1660 verstärkte. Rechtsaufzeichnungen der Territorialgesetze (landskabslove) waren das Schonische Recht für die schonischen Provinzen, das Jütische Recht für Jütland und Fünen sowie des Seeländische Recht der Könige Erich und Waldemar. Eine Ausnahme bildet das Jütische Recht, das 1241 von Waldemar II. erlassen wurde.
Einen Einschnitt in der dänischen Rechtsgeschichte stellt die Reformation 1536 dar. Der auf Kosten der Kirche gestärkte König erließ mit dem neu gegründeten Reichsrat zahlreiche Reichsgesetze. Das königliche Gericht, das Gerichtsthing, erwarb hohes Ansehen; viele seiner Entscheidungen sind bis heute erhalten. Echte Rechtseinheit entstand in Dänemark erst mit der Einführung des Absolutismus 1683 durch den Erlass des Danske Lov, der ersten europäischen Kodifikation in der Landessprache. Der Einfluss der übrigen europäischen Rechtswissenschaft, besonders der Naturrechtslehre und der Aufklärung, verstärkte sich. Die Lehre von der Gewaltenteilung wurde schon 1700 zumindest insoweit umgesetzt, als faktisch die Ausübung der Staatsgewalten durch verschiedene Staatsbeamte geschah. Das Recht auf freie Meinungsäußerung, allgemeine Versammlungs- und Vereinigungsfreiheit, Religionsfreiheit, der Grundsatz nulla poena sine lege und das Recht auf den gesetzlichen Richter setzten sich nach und nach durch und wurden formal schließlich im Grundgesetz von 1849 eingeräumt.
Das Niveau der dänischen Juristenausbildung lag lange Zeit deutlich unter dem der übrigen europäischen Staaten: Ungeachtet der Gründung der Universität Kopenhagen 1479 konnten dänische Studenten noch 1600 nur im Ausland eine solide Ausbildung erhalten. Dies wandelte sich erst mit der Einführung der juristischen Staatsprüfung für alle Richter, Rechtsanwälte und Beamte 1736, die Grundlage für die verbesserte Verwaltung des zentralistischen Staats sein sollte.
Im 19. Jahrhundert wirkten weiterhin die großen europäischen Rechtskulturen auf Dänemark ein, besonders der französische Code civil. Die wissenschaftliche Aufbereitung und Systematisierung des Rechts orientierte sich an der deutschen Pandektenwissenschaft, besonders an Friedrich Carl von Savigny und Rudolf von Ihering, im Strafrecht an Franz von Liszt. Die überragende Gestalt in Wissenschaft und Praxis in Dänemark selbst war zu Beginn des 19. Jahrhunderts Anders Sandøe Ørsted. Nach dem Vorbild des Deutschen Juristentags und der englischen Society for the promotion of Social sciences entstanden 1872 die Nordischen Juristentagungen (De nordiske Juristenmøder), die bis in die Gegenwart Grundlage für die intensive juristische Zusammenarbeit der skandinavischen Staaten sind. Als wichtige Ergebnisse dieser Arbeiten sind zu nennen: das Wechselgesetz von 1880, Gesetze über Handelsregister, Firma und Prokura 1881, Gesetze über Warenzeichen 1884 und 1890, sowie ein neues Seegesetz 1887.
Zu Beginn des 20. Jahrhunderts wichen Liberalismus und Individualismus als Grundprinzipien des Privatrechts zugunsten starker Intervention des Staates. Die Sozialreformen der letzten Jahre des 19. Jahrhunderts bildeten die Grundlage für das sog. Skandinavische Modell und wurden in den 1930er Jahren noch erweitert: 1890 führte man eine allgemeine Altersversorgung nach Bedürftigkeitsprinzip ein und eine Arbeitsunfallversicherung, 1892 ein von den Bismarckschen Sozialreformen beeinflusstes Krankenkassenmodell. 1933 folgten weitere große Reformen: Sozialversicherung, Unfallversicherung, Arbeitsvermittlung und Arbeitslosenversicherung.